# Теплова мережа

Теплова мережа між котельнею та спорудами

Теплова́ мере́жа — сукупність устаткування (помпи, трубопроводи, арматура, засоби вимірювальної техніки), за допомогою якого подається від джерела тепла нагрітий теплоносій (водяна пара або гаряча вода) до споживачів тепла і повертається після часткового використання тепла (охолодження) у вигляді конденсату пари та відпрацьованої гарячої води до джерела тепла.

## Категорії теплових мереж за призначенням
- Магістральні теплові мережі — комплекс трубопроводів і споруд, що забезпечують постачання теплоносія від джерела теплової енергії до місцевої (розподільчої) теплової мережі;

- Розподільні — прокладені від магістральних теплових мереж по території мікрорайонів або промислових підприємств, до вузлів відгалуження теплових мереж, до окремих будівель;

- Відгалуження, що йдуть від розподільних теплових мереж (в окремих випадках — від магістральних) до фундаментів будівель.

## Категорії теплових мереж за принципом роботи
- районні (ізольовані)
- загальні (єдині) теплові мережі.

## Категорії теплових мереж за способом прокладки
- Наземні (повітряні) теплові мережі. Наземна прокладка (на естакадах або особливих опорах) зазвичай здійснюється на територіях промислових підприємств і поза межею міста.
- Підземні теплові мережі. У містах і селищах найпоширеніші підземна прокладка труб в каналах і колекторах (спільно з іншими комунікаціями) і так звана безканальна прокладка — безпосередньо в ґрунті.

Надземне прокладання труб влаштовується на окремих опорах чи естакадах, на кронштейнах, які закладаються в стіни будинків. Використовується на територіях промислових підприємств, у разі спорудження теплових мереж поза межами міста, при перетині яруг та ін. Надземне прокладання теплових мереж рекомендується переважно у разі високого стояння ґрунтових вод.
Найчастіше використовується підземне прокладання: в прохідних каналах і колекторах разом з іншими комунікаціями; в напівпровідних і непрохідних каналах; безканальне. Найбільш довершеним, але й найдорожчим є прокладання теплопроводів в прохідних каналах, які використовують за наявності декількох теплопроводів великих діаметрів. У великих містах будують так звані міські колектори, в яких прокладають теплопроводи, водопровід, електричні і телефонні кабелі. Напівпрохідні канали складаються зі стінових блоків Г-подібного вигляду, залізобетонних днищ і перекриттів. Їх будують під проїздами зі жвавим вуличним рухом, під залізничними коліями, при перетині будинків, де ускладнено здійснення ремонту трубопроводів. Висота їх зазвичай не перевищує 1600 мм, ширина проходу між трубами 400—500 мм.
Найширше застосовуються непрохідні канали. Розроблені типові проєкти таких каналів (мал. 4.36). По трасі підземного теплопроводу влаштовують особливі камери й колодязі для установлення арматури, вимірювальних приладів, сальникових компенсаторів та іншого, а також ніші для П-подібних компенсаторів.
Підземний теплопровід прокладають на ковзних опорах. Відстань між опорами застосовують залежно від діаметра труб.
Безканальний спосіб прокладання трубопроводів — найдешевший. Використання його дозволяє знизити на 3-40 % будівельну вартість теплових мереж, значно зменшити трудові затрати й витрату будівельних матеріалів.
Заглиблення теплових мереж від поверхні землі або дорожнього покриття до верха перекриття каналу або колектора береться, м: за наявності дорожнього покриття — 0,5; без дорожнього покриття — 0,7; до верха оболонки безканального прокладання — 0,7; до верха перекриття камер — 0,3. Середній термін служби підземних канальних теплопроводів не перевищує в середньому 10-12 років, а безканальних з ізоляцією — не більше 6-8 років. Основною причиною пошкоджень є зовнішня корозія, яка виникає внаслідок відсутності або неякісного нанесення антикорозійного покриття, незадовільної якості або стану покриття, надмірного зволоження ізоляції, а також внаслідок затоплення каналів через нещільність конструкцій.

## Характеристика сучасного стану теплових мереж
Протяжність магістральних і розподільчих теплових мереж в Україні (за винятком власних тепломереж промислових підприємств) становить 24,3 тис. км у двотрубному обчисленні, зокрема:
- тепломережі Мінпаливенерго України — 3,5 тис. км діаметром від 125 до 1400 мм;
- комунальні тепломережі — 20,8 тис. км діаметром від 50 до 800 мм.

Стан більшості тепломереж незадовільний, понад 28 % тепломереж використовуються більш як 25 років, 43 % — понад 10 років і лише 29 % тепломереж мають термін експлуатації менше ніж 10 років.
Втрати тепла в теплових мережах складають від 5 до 32 % із середньозваженим відсотком втрат у системах теплозабезпечення близько 14,3 %.
Реконструкція теплових мереж з впровадженням попередньо-ізольованих труб, систем обліку, контрольно-вимірювального обладнання тощо, забезпечить зменшення втрати тепла в тепломережах по Україні до 7 % 2030 року, зокрема в мережах ТЕЦ — до 8 % та котельних — до 8,7 %, переважно завдяки покращанню їх технологічного стану.

## Спеціальні способи ремонту трубопровідних мереж та їх елементів
Спеціальні способи ремонту трубопровідних мереж та їх елементів дозволяють проводити відновлювальні роботи з мінімальними витратами часу і ресурсів, знижуючи вплив на функціонування системи. Одним із ключових підходів є безтраншейний ремонт, який уникає необхідності масштабних розкопок. Серед методів цього типу виділяється релайнінг — введення в пошкоджену трубу нової труби меншого діаметра, що ідеально підходить для труб з великим ступенем зносу. Іншим методом є реновація, що включає розширення старого трубопроводу та одночасну заміну його на новий. Метод "труба в трубі" передбачає введення в існуючу трубу гнучкої полімерної оболонки, яка формує новий водонепроникний шар. Використання композитних рукавів (CIPP) забезпечує відновлення внутрішньої поверхні труби шляхом введення спеціального полімерного вкладиша, який затвердіває і створює нову конструкцію.
Для локального ремонту часто застосовуються ремонтні муфти та затискачі, які дозволяють швидко усунути течі або тріщини. Відновлення герметичності також здійснюється за допомогою епоксидних або полімерних покриттів, які наносяться на внутрішню поверхню трубопроводу для захисту від корозії та підвищення терміну служби.
Окремою важливою категорією є технологічні операції під тиском, або снабінг. Ці методи дають змогу виконувати ремонт чи обслуговування трубопроводів без їх відключення чи зупинки потоку. Одним із поширених методів є врізка під тиском, коли в діючу систему трубопроводу створюється отвір для нового відводу чи підключення. Для цього використовуються спеціальні установки, які забезпечують безпечне свердління без втрати герметичності. Також часто використовується установка байпасів — обхідних магістралей, що дозволяють провести ремонт основного трубопроводу без зупинки потоку.
Заміна арматури під тиском є ще одним прикладом снабінгу, який передбачає демонтаж і монтаж вентилів або клапанів із застосуванням ущільнювальних пристроїв. Крім того, герметизація витоків під тиском здійснюється за допомогою спеціальних сумішей, які вводяться в місце пошкодження без необхідності відключення трубопроводу.